# Musée alsacien de Haguenau

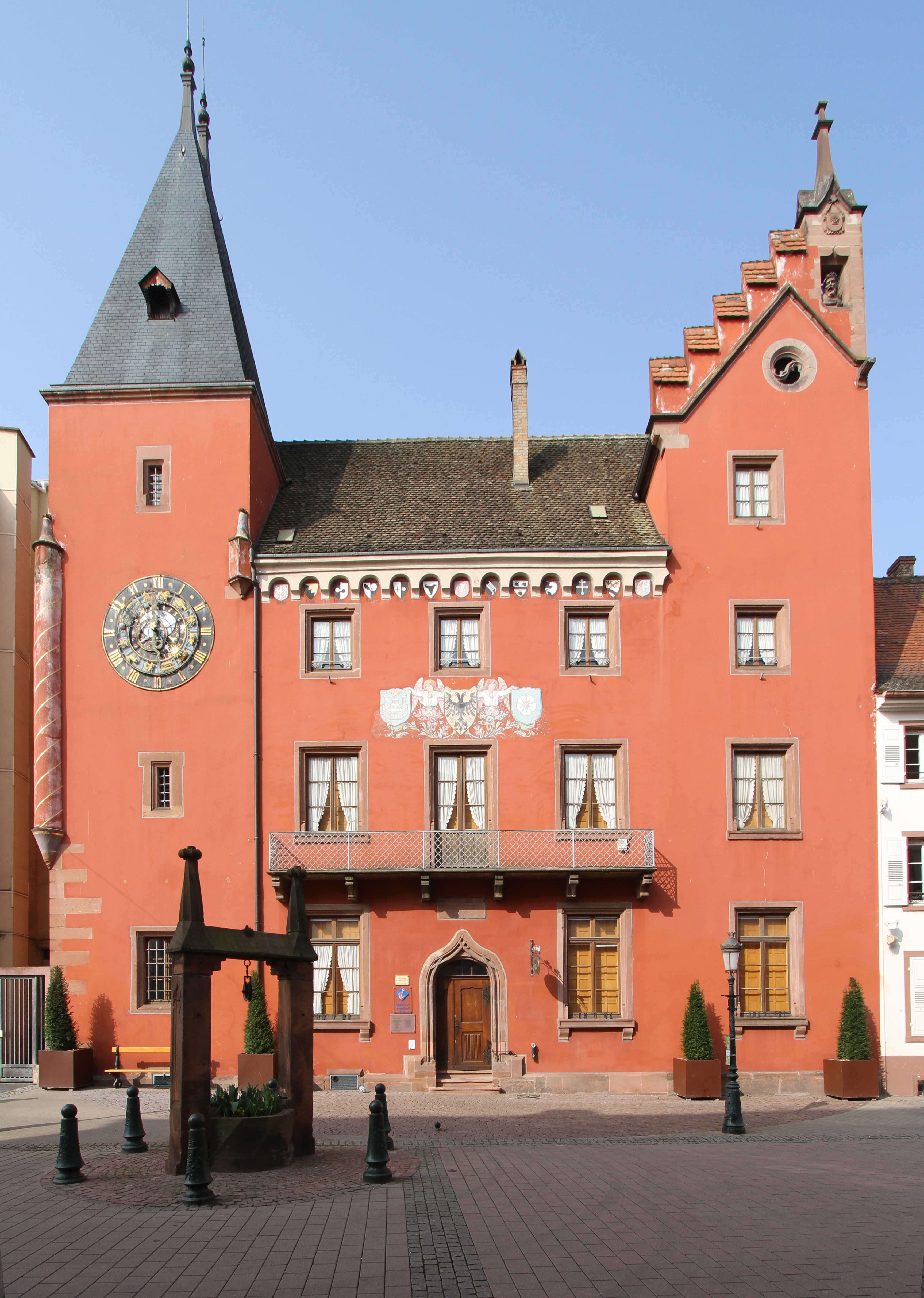
Außenansicht des Museums

Das Musée alsacien (Elsässisches Museum) ist das Volkskundemuseum der Gemeinde Hagenau im Elsass (heute Région Grand Est, Frankreich). Das Museum entstand 1972 als Zweigstelle des Musée historique, dessen Räumlichkeiten zu eng geworden waren.
Das Museum befindet sich in einem spätgotischen Gebäude (erbaut 1484–1486, leicht verändert und ergänzt Ende des 19. Jahrhunderts), das bis 1790 als Kanzlei und später unter anderem als Bibliothek und Stadtarchiv diente. Die astronomische Uhr (Durchmesser: 276 cm) ist eine 1904 hergestellte Kopie der Uhr in Ulm und sollte ursprünglich an den Turm des Historischen Museums angebracht werden; seit 1958 befindet sie sich an der Fassade der ehemaligen Kanzlei.
Im Erdgeschoss des Musée alsacien befindet sich ein Raum mit der Originalausstattung der ehemaligen Kanzlei, darunter eine mit Eisenbändern beschlagene Truhe aus dem 14. Jahrhundert und ein Archivschrank aus dem 17. Jahrhundert.
Die Sammlung des Musée alsacien verteilt sich über den Vorraum, das Treppenhaus und die beiden oberen Geschosse des Gebäudes und vermittelt einen guten Überblick über den ländlichen Alltag im nördlichen Elsass in der vormodernen Zeit (bis 1914). Zu den wertvollsten Exponaten im Bereich Volkskunst zählen neben Trachten und Möbeln insbesondere Hinterglasbilder und Wachsfiguren aus dem 18. Jahrhundert, verzierte Ofenplatten aus dem 17. und 18. Jahrhundert, Keramik aus Soufflenheim und Papierarbeiten wie die traditionellen „Göttelbriefe“ und „Leichentexte“.

## Bilder

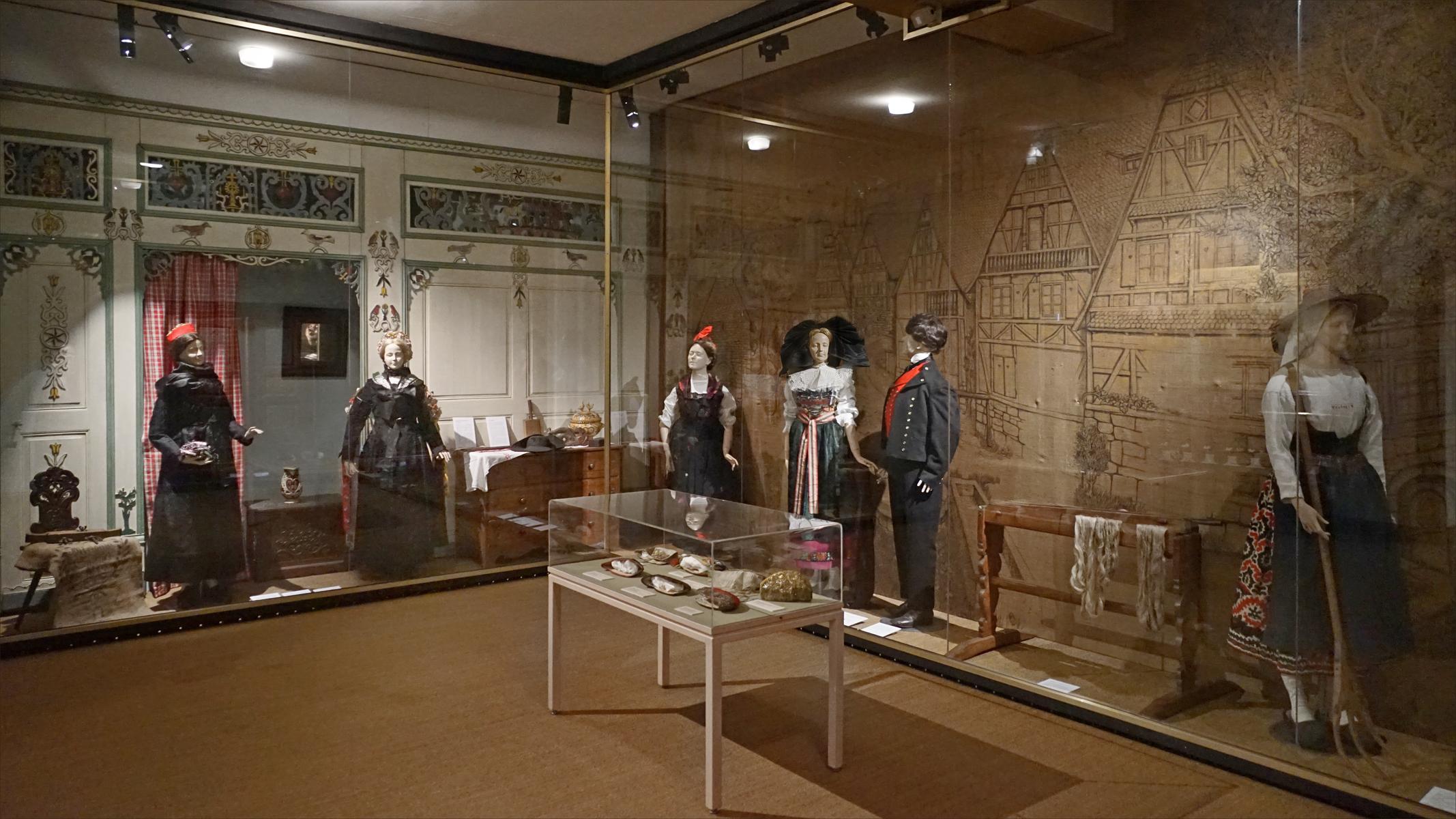
Blick in einen Saal: Trachten
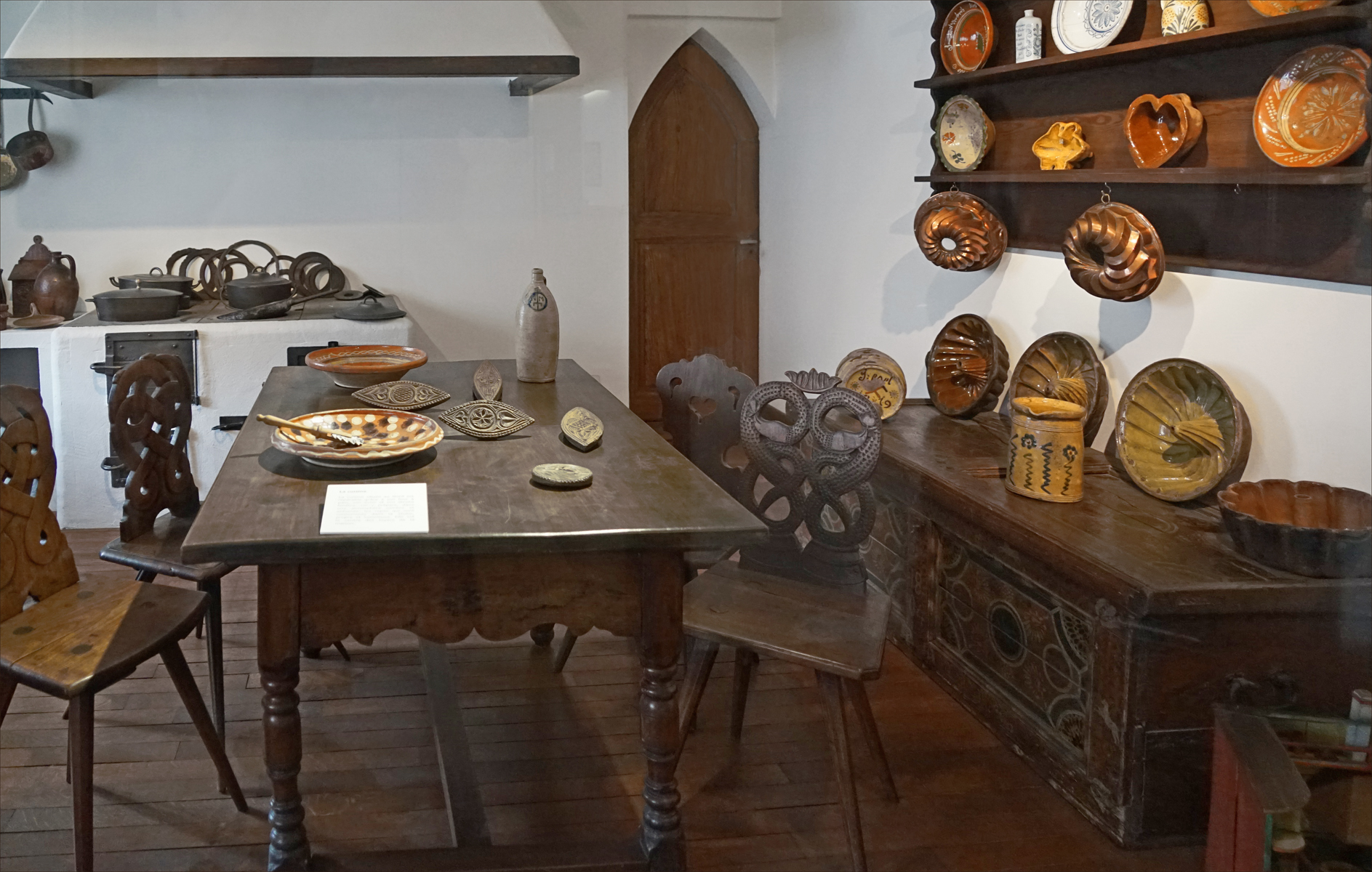
Blick in einen Saal: Stube
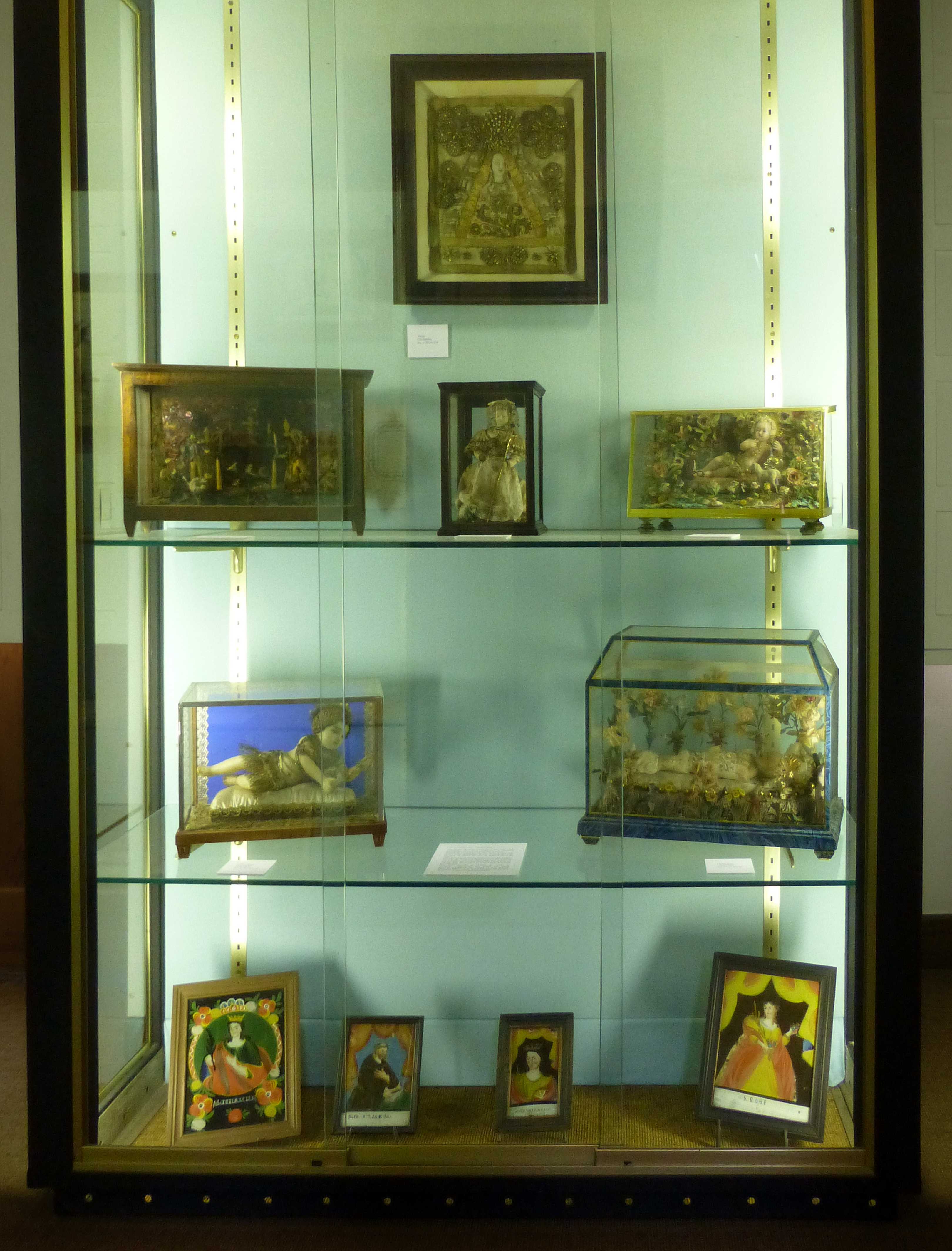
Blick in einen Schaukasten: Hinterglasbilder und Wachsstatuetten
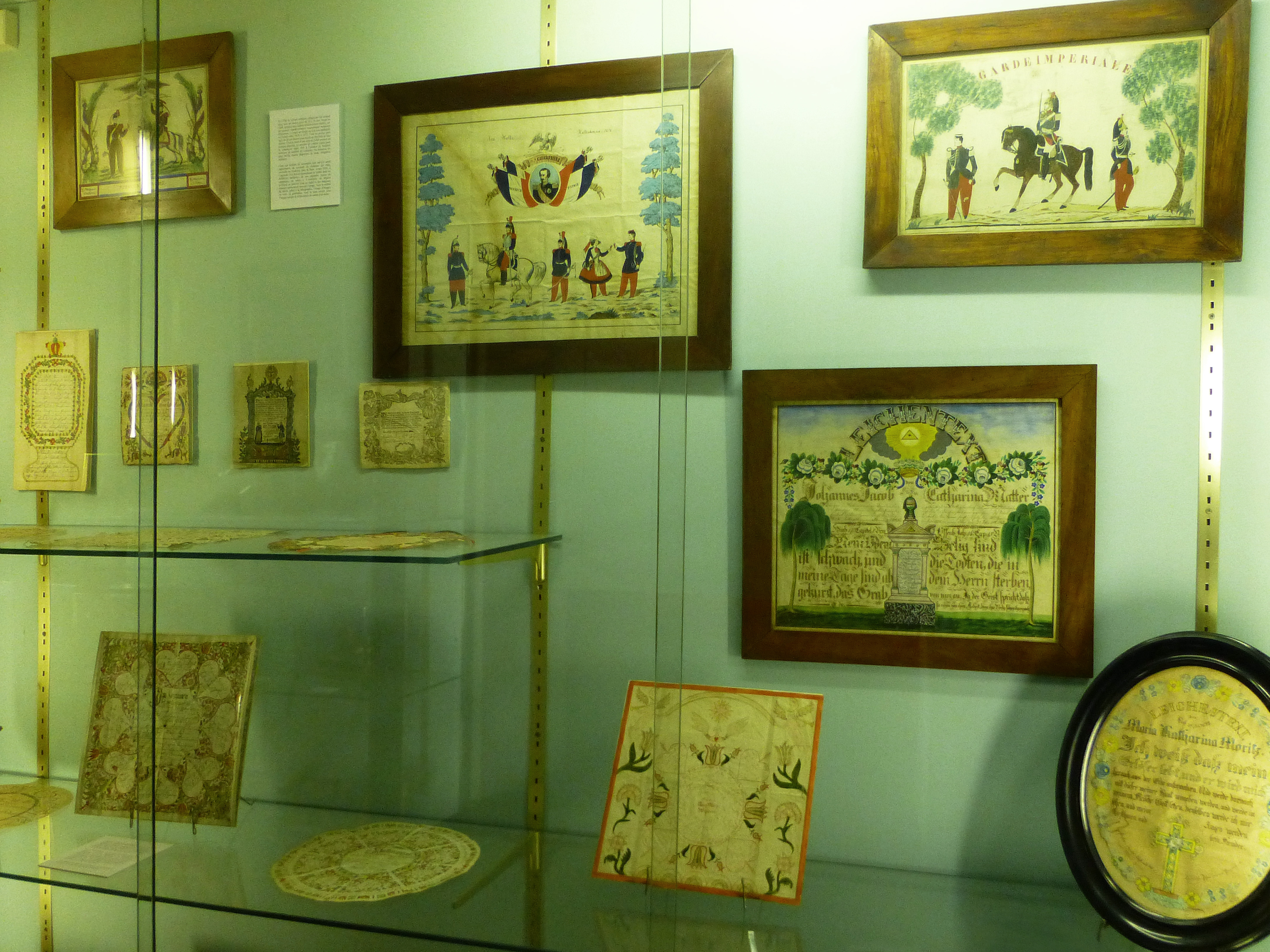
Blick in einen Schaukasten: „Göttelbriefe“ und „Leichentexte“